# 侯俊明
侯俊明，1963年出生於臺灣嘉義縣六腳鄉，常署名「六腳侯氏」，為國立藝術學院（現臺北藝術大學） 1987年第一屆畢業生，重要參展經歷有1988年參加韓國釜山國際雙年展、1995年、2013年代表臺灣參加第46屆及第55屆威尼斯雙年展。
侯俊明曾於1983年獲得全國油畫首獎，其後受「現代藝術」與「原生藝術」的影響，創作逐漸從傳統美術訓練的寫實題材轉變為挑戰社會禁忌的題材，例如1987年作品〈建築工地秀〉與畢業展作品〈大腸經〉，即因過於叛逆與聳動露骨而被國立藝術學院校方撤件。1986年侯俊明跟隨陳傳興教授至蘭嶼、高雄的龍發堂、臺南東獄殿，以及至南投拜訪素人藝術家林淵，這些經歷也影響侯俊明在之後的創作中，常引用臺灣民俗宗教、露骨的警世奇想等元素。1990年，侯俊明與多位藝術家在藝術替代空間「柑仔店」以「台灣檔案室」為名，從諷刺社會政治的角度舉辦「恭賀第八任蔣總統就職」展覽。  在這次展覽中，侯俊明製作以《山海經》中，遠古神祇「刑天」為形象的雕塑，此後「刑天」的形象便不斷出現在他的作品中。
1997年侯俊明經歷失婚後，從事團體治療以及自由書寫，創作主題逐漸以自我心靈與成長歷程為主。例如《亞洲人的父親》系列作品，即是侯俊明再婚後，兒女相繼誕生讓他開始思考自己如何看待「父親」的形象與責任，以及對「父子」或「父女」關係的好奇，而自2008年發起的一系列訪談式創作。這個創作計畫分別曾於日本橫濱、臺灣臺北、臺中、嘉義、香港、泰國曼谷等多地進行訪談創作。